# Асия (певица)
А́сия (настоящее имя — Анастаси́я Вячесла́вовна Але́нтьева; род. 1 сентября 1997, Белово, Кемеровская область) — российская певица, автор-исполнитель и композитор. Участница второго сезона телешоу «Песни» (2019). 

## Биография
Родилась 1 сентября 1997 года в городе Белово Кемеровской области.
В детстве родители обнаружили в ней талант к музыке, после чего она стала обучаться в детской музыкальной школе по классу фортепиано. После сдачи ЕГЭ, уехала в Москву, где выбрала Институт современного искусства. В вузе девушка стала обучаться на факультете эстрадно-джазового пения.

### Музыкальная карьера
Первые музыкальные шаги Алентьева делала в социальных сетях. В них девушка выкладывала каверы на известные песни. Впервые творчество певицы заметил Максим Фадеев и выложил девушку в свою рубрику под названием «Выбор недели». В 2019 году приняла участие в проекте «Песни» на ТНТ, где получила первую популярность.
В 2021 году выложила свой первый одноимённый альбом «Асия», в который вошло 7 песен, включая две совместные работы с NЮ — «Остаться» и с Verbee — «Капли». В 2022 году стала артистом музыкального лейбла «Effective Records». В 2022 году песня Асии «Лампочка» стала саундтреком седьмого сезона реалити-шоу «Пацанки» («Новые Пацанки»). В 2023 году выпустила второй альбом под названием «Ударение на А», в который вошло 15 сольных песен.
В 2024 году стала лауреатом XXIX национальной музыкальной премии «Золотой граммофон» за песню «Лети», исполненную совместно со Звонким.
22 апреля 2025 года вместе со Звонким была номинирована на премию Муз-ТВ в категории «Лучшая коллаборация» (за исполнение песни «Лети»).

## Дискография
- 2021 — «Асия»[9]
- 2023 — «Ударение на А»[10]

## Рецензии
- В 2023 году после выпуска второго альбома «Ударение на А», альбом был рецензирован музыкальным критиком и журналистом Алексеем Мажаевым на сайте InterMedia. Альбому была поставлена оценка 7 из 10[11].
- В 2023 году вышел трек «Шекспир», который также был рецензирован Алексеем Мажаевым. Ему была поставлена оценка 8 из 10[12].
- В 2023 году был рецензировал трек «Детство» Алексеем Мажаевым и ему была поставлена оценка 7 из 10[13].
- В 2023 году был выпущен совместный трек с Ваней Дмитриенко — «Ничего не бойся, я с тобой». Трек был рецензирован Алексем Мажаевым и ему была поставлена оценка 7 из 10[14].
- В 2022 году совместно с музыкальным дуэтом Swanky Tunes был выпущен трек «Это всё», который был рецензирован Алексеем Мажаевым[15]. Поставлена оценка 7 из 10.
- В 2024 году был выпущен сингл «Обочины», который был рецензирован Алексеем Мажаевым. Ему была поставлена оценка 8 из 10[16].
- В 2024 году был рецензирован выпуск подкаста «Музлофт» с участием певицы от Алексея Мажаева, который в свою очередь поставил оценку 8 из 10[17].
- В 2024 году документальный фильм «Ярче 2: Фильм о голосах новой музыки» с участием певицы был также рецензирован Алексеем Мажаевым и получил оценку 7 из 10[18].
- В 2024 году певица выпустила клип на песню «Притворяюсь», который был рецензирован Алексеем Мажаевым. Ему  была поставлена оценка 8 из 10[19].
- В 2024 году Асия выпустила сингл «Несправедливо», который был рецензирован Алексеем Мажаевым. Ему была поставлена оценка 7 из 10[20].